# Lucie Voňková
Lucie Voňková (Teplice, 28 febbraio 1992) è un'ex calciatrice ceca, di ruolo attaccante.
Nel corso della sua ultradecennale carriera ha giocato nel campionato nazionale, cogliendo un double campionato-coppa con il Sparta Praga, proseguendo in quello tedesco per poi terminarla nei Paesi Bassi con l'Ajax. Ha inoltre vestito le maglie delle nazionali ceche dalle giovanili alla nazionale maggiore, maturando con quest'ultima 72 presenze tra il 2009 e il 2021, anno del suo ritiro dal calcio giocato.

## Biografia
Nell'ottobre 2018 Lucie Voňková ha ufficializzato la sua relazione sposando l'olandese Claudia van den Heiligenberg.

## Carriera

### Club
Lucie Voňková si avvicina al calcio fin da giovanissima tesserandosi per il Teplice e giocando nelle formazioni giovanili fino ai 14 anni.
Nell'estate 2006 passa ad una squadra interamente femminile, lo Slavia Praga rimanendo sei stagioni prima di passare alle rivali dello Sparta Praga, campionesse ceche e che per questo nella stagione entrante, la 2012-2013, parteciperanno alle qualificazioni per la UEFA Women's Champions League.
Con lo Sparta in quella stagione vince sia il campionato che la Coppa della Repubblica Ceca di categoria, inoltre, grazie al titolo nazionale conquistato prima del suo arrivo, Voňková e la sua squadra accedono direttamente ai sedicesimi di Champions 2012-13 e fa il suo debutto in un incontro UEFA per club il 27 settembre 2012, superando le bosniache dell'SFK 2000 di Sarajevo per 3-0 nell'incontro di andata, sua la rete del parziale 2-0 siglata al 68', risultato bissato anche in quello di ritorno dove segna il primo gol della partita al 10'. L'avventura europea però si ferma agli ottavi dove lo Sparta Praga non riesce a superare le russe del Rossijanka; la squadra, che subisce l'1-0 delle russe all'andata, nella partita di ritorno riesce a pareggiare per 2-2 con prima rete dell'incontro siglata da Voňková al 3'.
Nell'estate 2013 coglie l'opportunità di giocare in un campionato estero sottoscrivendo un contratto con il 2001 Duisburg per giocare in Frauen-Bundesliga, primo livello del campionato tedesco professionistico. La stagione 2013-2014 si rivela complicata per problemi societari che costringono il club a chiudere per bancarotta, tuttavia l'intervento dell'MSV Duisburg che rileva il titolo sportivo permette il proseguimento della stagione della squadra come sezione femminile dell'MSV Duisburg. Voňková debutta in Bundseliga l'8 settembre 2013, nella partita giocata in trasferta dal 2001 Duisburg con il Bayer Leverkusen, e contribuisce alla salvezza della squadra di Duisburg che finisce al 10º posto, l'ultimo utile per rimanere in Bundesliga, impiegata complessivamente in 14 incontri e siglando una delle 27 reti realizzate dalla squadra. Rimane anche la stagione successiva, questa volta non riuscendo ad evitare la retrocessione in 2. Frauen-Bundesliga. Voňková anche in questa stagione sigla una sola rete su 18 dei 22 incontri di campionato, contribuendo a conquistare 17 punti che le valgono l'11ª posizione in campionato.
Nell'estate 2015 decide di lasciare la squadra, sottoscrivendo il 27 giugno 2015 un contratto biennale con lo Jena per giocare nella stagione entrante di Bundesliga

### Nazionale
Voňková viene selezionata per vestire la maglia delle Nazionali giovanili, nella Nazionale ceca Under-17, dove il 5 novembre 2007 debutta in un torneo UEFA in occasione del primo turno di qualificazione all'edizione 2008 del campionato europeo di categoria, nell'incontro pareggiato per 1-1 con le pari età della Spagna, per poi passare nella Under-19.
Nel 2009 viene chiamata nella Nazionale maggiore con la quale non riesce a superare le fasi di qualificazione ai successivi campionati europei e mondiali, ottenendo anche piazzamenti nelle due edizioni di Cyprus Cup alla quale la sua nazionale era stata invitata, nelle edizioni 2015 e 2016, riuscendo in quest'ultima, grazie alle tre reti siglate nel torneo, ad aggiudicarsi il titolo di capocannoniere affiancando nella classifica marcatrici la austriaca Nina Burger.

## Palmarès

### Club

#### Competizioni nazionali
- Campionato ceco: 1

Sparta Praga: 2012-2013
- Coppa della Repubblica Ceca femminile: 1

Sparta Praga: 2012-2013